# 劉昭 (南梁)
劉昭（?—?），字宣卿。平原郡高唐县（今山東省章丘市西北）人。
晉太尉劉寔九世孫，父劉彪，齊征虜晉安王蕭子懋記室。七歲能通老莊，被表兄江淹所賞識，歷任尚書倉部郎、無錫令、宣惠豫章王中軍、臨川記室、通直郎，官至剡令，卒於任上。曾為《续漢書》作注一百八十卷，“凡经部六十六家，史部一百十二家，子部四十二家，集部廿二家，共二百四十二家。”《梁書》卷四九本傳稱：“昭集後漢同異以注范曄書，世稱博悉”。另著有《幼童傳》十卷。其子刘绦、刘缓。

## 延伸阅读
[在维基数据编辑]
 《梁書/卷49》，出自姚思廉《梁書》